# Pere d'Imola
Pietro Pattarini o Pere d'Imola (Imola, Bolonya, ca. 1250 - Florència, 5 d'octubre de 1310) fou un jurista, després frare de l'Orde dels Cavallers de Rodes. És venerat com a beat per l'Església catòlica.

## Biografia
Pietro Pattarini pertanyia a la família de nobles gibel·lins dels Pattarini, senyors de Linasio des de 1137; fou fill de Giacomo di Antonio i va néixer cap al 1250 a Imola. Jurista, el seu nom com a magistrat Imolensis en documents com el tractat de pau de 1299 entre güelfs i gibel·lins de la Romanya, o la carta de 1310 "Petri de Patarenis".
En 1311 els guibelins foren expulsats de la regió i Pietro es refugià a Florència, on es dedicà a fer caritat als hospitals i, després, ingressà a l'Orde de Sant Joan de Jerusalem. En fou elegit Gran Prior a Roma, i tornat a Florència, en dirigí la comanda de San Giacomo in Corbolino, sempre dedicant-se a l'atenció dels malalts.
Hi morí el 5 d'octubre de 1320.

## Veneració
A l'església de l'hospital de S. Giacomo in Corbolino hi ha la làpida de la tomba, esculpida al segle xiv amb la inscripció «B. Petrus de Imola Requiescat in pace / Hic iacet D. Fr. Petrus de Imola I. U. Professor Ven. Prior Priorat. Urbis anno DNI MCCCXX qnto Octob. Requievit in Domino». Posteriorment, les relíquies foren portades a l'altar major, arran d'un miracle que li fou atribuït. Altres relíquies foren portades a la catedral d'Imola.

### Llegenda
Un dia, ja mort el prior, els germans preparaven l'església per celebrar-hi la festivitat de Sant Jaume. Un d'ells va recolzar una escala de mà al mur on hi ha la tomba de Pietro de Pattarini, just passant per sobre seu. Quan el frare hi havia pujat, l'escala començà a relliscar, posant-lo en perill: llavors, la tomba de Pietro es va obrir i en va sortir el braç, que va sostenir l'escala fins que va baixar el frare. Fou llavors que les restes foren traslladades a l'altar.